# Eberhard Cherdron
Eberhard Cherdron (* 7. November 1943 in Speyer) ist ein evangelischer Theologe und war von 1998 bis 2008 Kirchenpräsident der Evangelischen Kirche der Pfalz (Protestantische Landeskirche).

## Leben und Werdegang
Cherdron wurde als Sohn eines Pfarrers geboren. Er wuchs mit drei Geschwistern in Hochstadt (Pfalz) und Kandel auf. Nach der Schule studierte er von 1963 bis 1967 Theologie an den Universitäten Tübingen, Heidelberg, Göttingen und Mainz. Sein anschließendes Vikariat und seine erste Pfarrstelle waren in Bexbach und Homburg. Ab 1970 studierte er Volkswirtschaftslehre und schloss 1974 an der Universität Mannheim als Diplom-Volkswirt ab. Von 1974 bis 1977 war er Pfarrer in Neuhofen (Pfalz), bis er zum Landesjugendpfarrer nach Kaiserslautern berufen wurde.
Ab 1984 leitete er das Diakonische Werk der Pfalz in Speyer, bis ihn die Landessynode der Evangelischen Kirche der Pfalz 1989 zum Oberkirchenrat in Speyer wählte. Dort übernahm er die Funktion eines Personaldezernenten. Neun Jahre später (1998) wurde Cherdron von der Landessynode zum Kirchenpräsidenten der Evangelischen Kirche der Pfalz gewählt. Er trat damit die Nachfolge von Werner Schramm an, der in den Ruhestand trat. Nach Beendigung seiner zunächst siebenjährigen Amtszeit wählte ihn die Landessynode 2005 mit 55 von 64 Stimmen erneut zum Kirchenpräsidenten. Er trat somit im September 2005 seine zweite Amtsperiode an. Zum 30. November 2008 trat er im Alter von 65 Jahren in den Ruhestand. Zu seinem Nachfolger wurde im Mai 2008 sein bisheriger Stellvertreter, Oberkirchenrat Christian Schad bestimmt. 
Cherdron wurde am 7. Dezember 2008 im Rahmen eines Festaktes in Speyer verabschiedet.
Cherdron ist verheiratet mit Dorothea und hat vier Kinder. In seiner Freizeit spielt er Klavier, Blockflöte und Gambe.

## Ehrenämter
Cherdron ist unter anderem Vorsitzender des Rates des Diakonischen Werks der Evangelischen Kirche in Deutschland (EKD) und Mitglied des Medienausschusses der EKD. Ferner ist er Vorsitzender des Landesvereins für Innere Mission in Bad Dürkheim.